# Петровський Сергій Васильович
Сергій Васильович Петровський (1863, Ярославль — ?, ) — священник, історик церкви

## Життєпис
Народився близько 1863 у Ярославлі в сім'ї священника Миколо-Троїцької церкви. 
1888 успішно закінчив С.-Петербурзьку Духовну Академію зі ступенем кандидата богословських наук і отримав направлення до Одеси. 1888 висвячений в сан священника при Одеському кафедральному Преображенському соборі. З цього часу його життя пов'язане з Одесою — активно займався церковною, освітньою та науковою діяльністю.
Освітню роботу розпочав як законовчитель реального училища Св. Павла, куди його призначено в грудні 1888, а через рік він читав ще й Закон Божий для сестер Касперовської общини при Одеській міській лікарні.
У 1889 році обраний членом опікунської ради при Одеському місцевому управлінні Російського Товариства Червоного Хреста, призначеній членом Херсонського Єпархіального Опікунства, де він працював до лютого 1890. У серпні 1893 призначений законовчителем до Одеської жіночої гімназії А. Броккенгеймер. Був призначений членом правління Одеської духовної семінарії від духовенства, обраний членом Правління Одеського товариства для допомоги євреям, які прийняли християнство (1894), обраний Радою Імператорського Православного Палестинського Товариства довічним членом-співробітником (1895).
У 1908 році стає протоієреєм. Впродовж 1898–1909 опублікував три роботи богословського напрямку. Їх основне значення полягає у прагненні автора вдосконалити навчальні програми з церковної історії та Закону Божого у навчальних закладах та піднесенні православної релігії.

## Науковий доробок
Більшість його праці була присвячена церковній історії. 1894 окремим виданням вийшли дві роботи. Перша із них — «Сім Херсонських архієпископів», є біографічним дослідженням архієпископів: Гавриїла (Розанова), Інокентія (Борисова), Димитрія (Муретова), Леонтія (Лебединського), Іоанікія (Горського), Платона (Городецького) та Никанора (Бровковича). Автору вдалося представити історичні портрети зазначених архієреїв, прослідкувати внесок кожного із них у розвиток єпархії.
Друга робота — «Одеський кафедральний Преображенський собор», є дослідженням історії собору. Автор розглянув період з моменту його заснування до кінця ХІХ ст. 1908, до століття освячення собору вийшов розширений варіант історії Преображенського собору. Цінність цього видання полягає в залученні нових документів. Автор піднімає деякі дискусійні питання, зокрема, стосовно дати закладки і освячення храму і розглядає різні точки зору світських і церковних істориків на цю проблему. У додатках він розмістив 61 документ. Захоплення історією привело священника до співпраці з Імператорське Одеське товариство історії і старожитностей, яке 30.11.1894 обрало його своїм дійсним членом. У додатках до ХХІІІ тому «Записок» ОТІС були опубліковані деякі виправлення та доповнення до «Послужного списку архієпископа Херсонсько-Таврійського Інокентія (Борисова)». Автор відзначав активність церковно-археологічної діяльності архієпископа впродовж 1848–1857, направлену на створення російського Афону в Криму, вперше увів до наукового обігу низку цінних документів, які доповнюють біографію архієпископа (листи та повідомлення наукових установ і товариств, які обрали Інокентія своїм дійсним чи почесним членом, свідчення про численні нагороди архієпископа, епістолярна спадщина).
Опублікував біографічний нарис, присвячений десятій річниці смерті протоієрея Андрія Лебединцева. У додатках опублікував 12 документів (листи Лебединцева, укази про його нагородження). У 1910 році вийшла його праця «М. І. Пирогов у Севастополі», яка присвячена сторіччю з дня його народження. Опираючись на спогади самого М.Пирогова, його «Севастопольські листи», «Щоденник» А. Лебединцева та ін. документи, автор зумів реконструювати картину Кримської війни, показавши її через враження і відчуття М. Пирогова.
У подальшому займався дослідженням історії церковних храмів. Праця «Одеський Архієрейський дім і Хрестова при ньому церква» написана на основі джерел Херсонської Духовної Консисторії. Значна документальна база дала можливість автору прослідкувати процес становлення Архієрейського дому, що був заснований на місці колишнього будинку Потоцького, і показати його подальшу еволюцію впродовж ХІХ ст. Він проаналізував дії Херсонських архієпископів, починаючи з Гавриїла (Розанова) і закінчуючи Димитрієм (Ковальницьким), націлені на благоустрій Архієрейського дому і Хрестової церкви. Дослідження історії церковних храмів знайшло своє продовження у наступній роботі «Київ, його святині та пам'ятки». В ній він детально розглянув історію церковних споруд Києва, доповнивши текст малюнками, двома планами Києво-Печерської Лаври, планом міста.

## Праці
- Семь Херсонских архиепископов. — Одесса, 1894; Одесский кафедральный Преображенский собор. — Одесса, 1894;(рос.)
- Сказание об апостольской проповеди по северо-восточному Черноморскому побережью. — Одесса, 1898;(рос.)
- Некоторые исправления и дополнения к «Послужному списку Иннокентия, архиепископа Херсонско-Таврической епархии», изданному Н. Погодиным (Петровський С. В.) //ЗООИД — Т. ХХІІІ. — V протоколы.- Одесса, 1901;(рос.)
- К десятилетию смерти кафедрального протоиерея А. Г. Лебединцева: Биографический очерк с приложениями, составленный на основании новых документов. — Одесса, 1908;(рос.)
- Одесский Преображенский, ныне кафедральный собор. К столетию со дня его освящения 14 ноября 1795 г. 25 мая 1808 г. — 25 мая 1908 г. Историческое описания по вновь изданным документам, сообщенным А. М. Гамовым, 1908;(рос.)
- О новом построении священной истории Ветхого Завета по идее мессианской. — Одесса, 1909; Н. И. Пирогов в Севастополе (К столетию со дня рождения). — Одесса, 1910;
- Одеський Архиерейский дом и Крестовая при нем церковь (Историческая записка по архивным делам Херсонской Духовной Консистории). — Одесса, 1917. — Киев, его святыни и достопримечательности. — Одесса, 1919;(рос.)
- Архиепископ Одесский и Херсонский Димитрий (Муретов) //Андреевский вестник. — 2001. — № 3 (4).(рос.)